# 库洛岛站
库洛岛地铁站（芬蘭語：Kulosaaren metroasema），是芬兰赫爾辛基地鐵的地上车站。该站为赫尔辛基东部库洛岛市区服务。M1和M2两条地铁线均停靠此站。
该站开通于1982年6月1日，为赫尔辛基地铁最初的几个车站之一。该站距离鱼港站1.8公里，离海尔托半岛站1.4公里。

## 图集

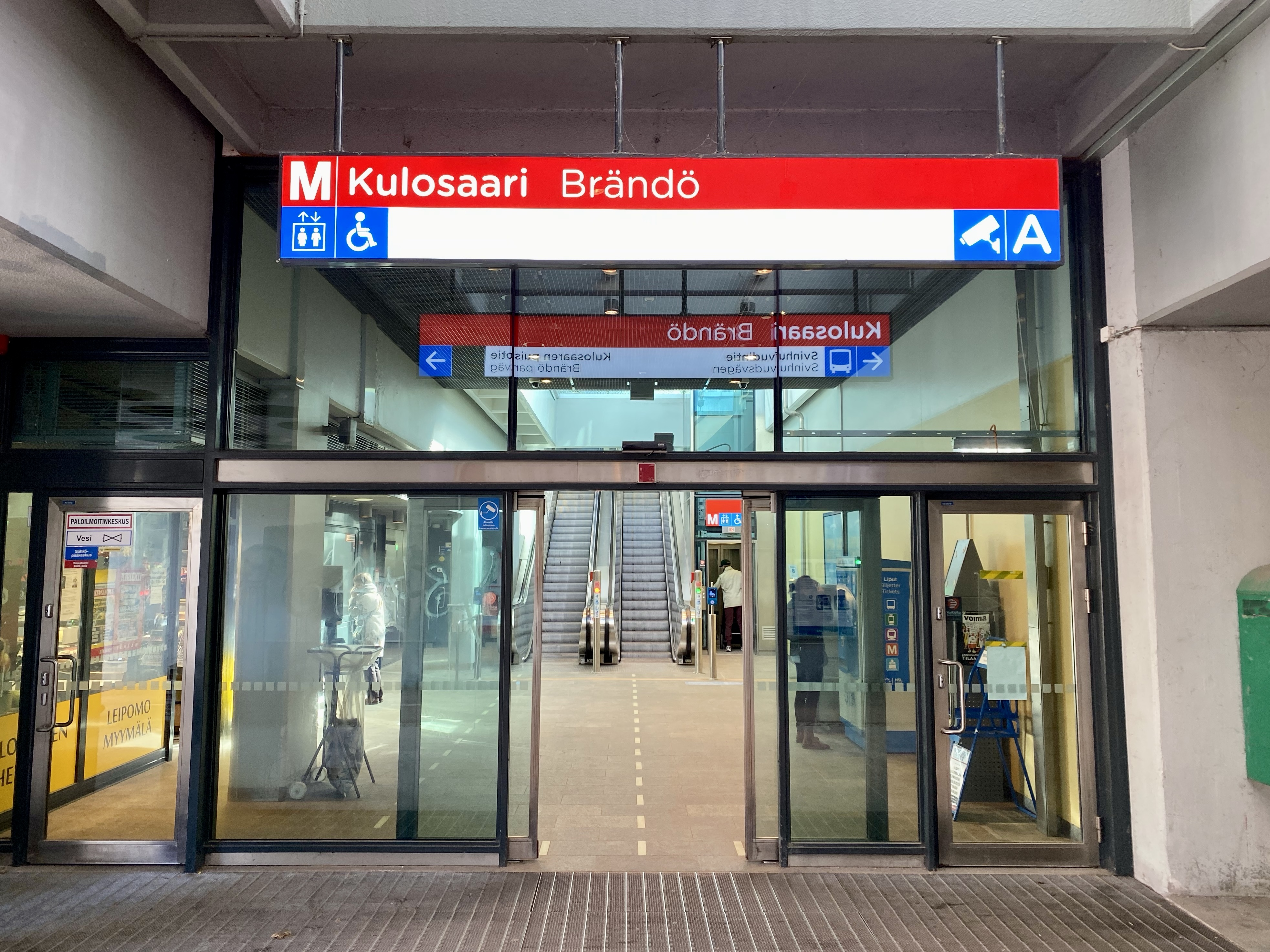
地铁入口
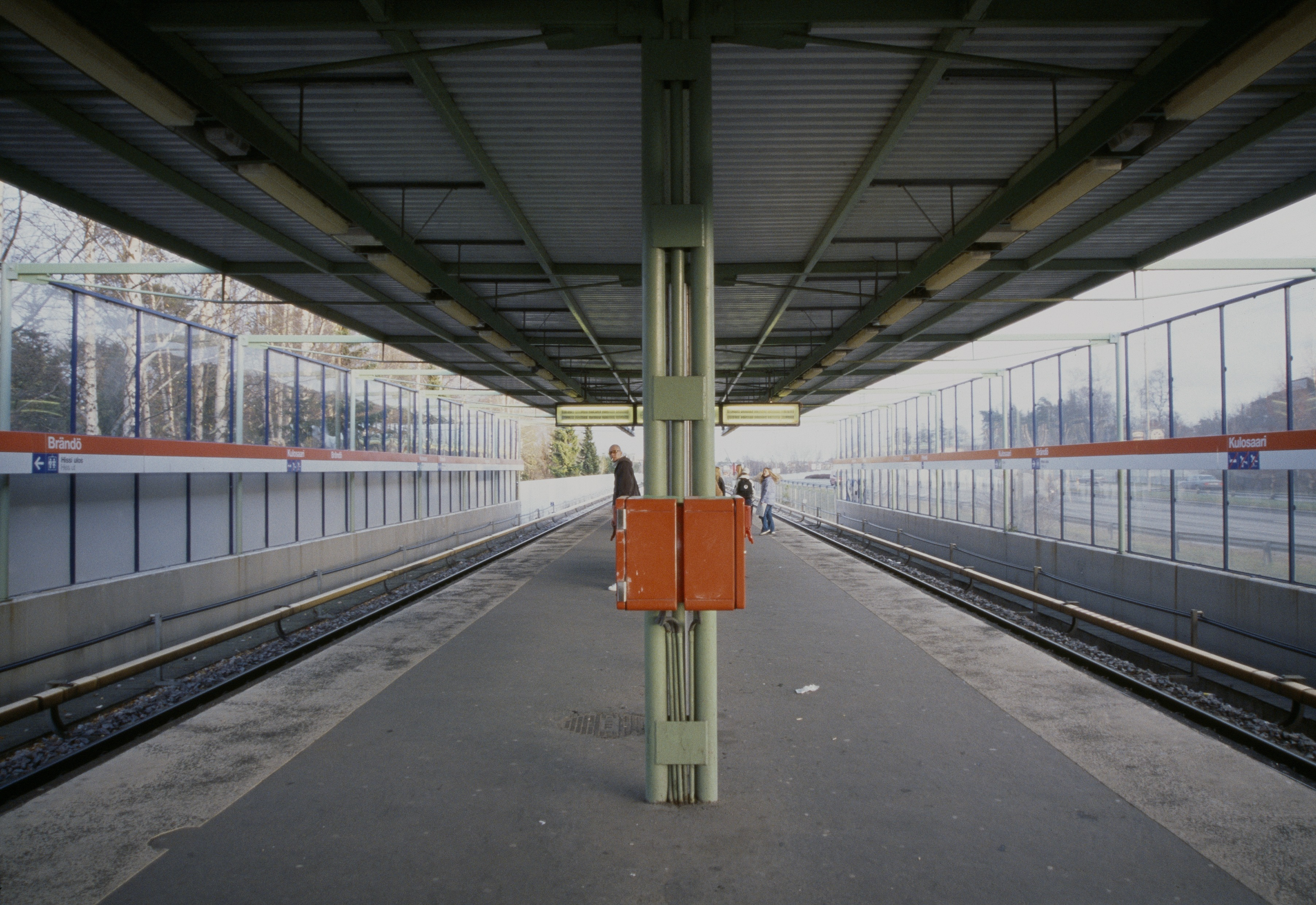
2001年时的地铁站